# CV-35
La carretera  CV-35 , conocida popularmente como Pista de Ademuz o Pista de Liria (Pista d'Ademús o Pista de Llíria en valenciano) es una carretera autonómica valenciana que comunica la ciudad de Valencia con el noroeste de la provincia homónima, tomando como referencia final la comarca del Rincón de Ademuz.

## Denominación

Indicador

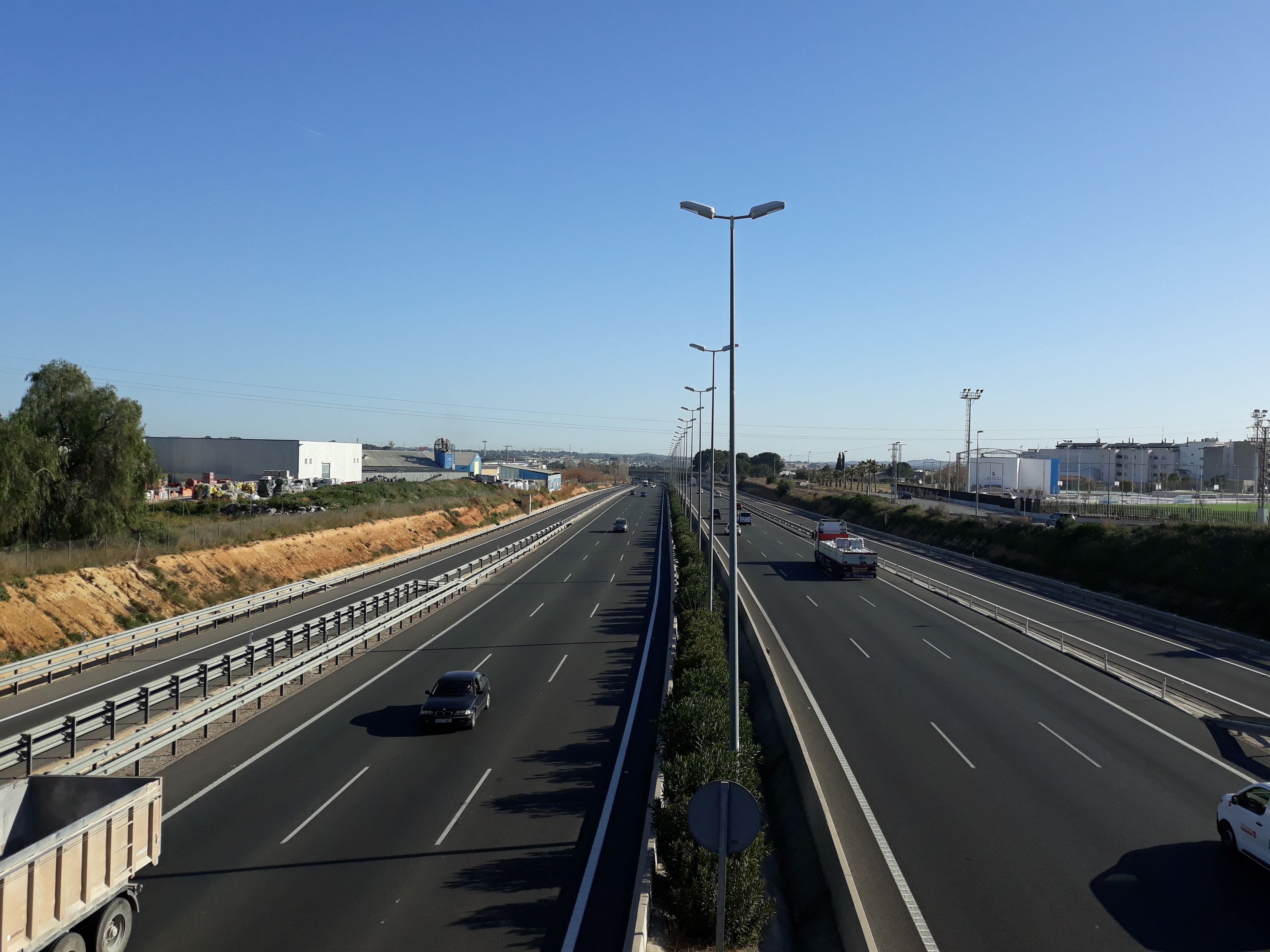

La autovía  CV-35  es la antigua   C-234  y tiene también la denominación de Autovía del Turia por discurrir gran parte de su recorrido a aproximadamente 5 km al norte del río Turia, y ya en la comarca de Los Serranos llega a transcurrir pegado a su cauce. Desde su puesta en servicio, ha sido conocida por los habitantes de Valencia como la Pista de Ademuz.

## Historia
Tiene su origen en el Camino Viejo de Liria que partía del Puente de San José en Valencia. 

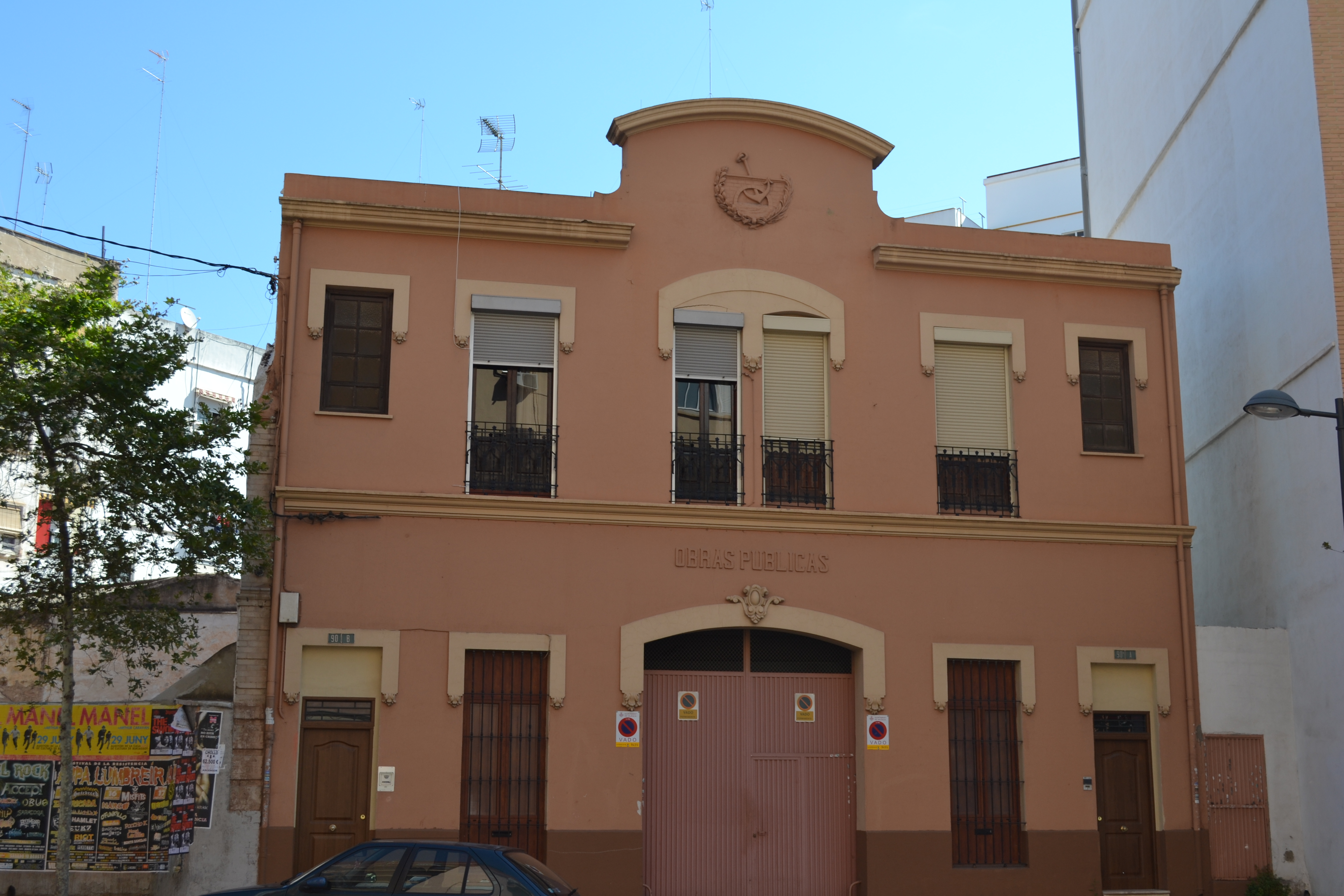
Casa de obras públicas en el primitivo trazado de la carretera de Liria, después avenida de Burjasot

A mediados del siglo XX se construye la autovía partiendo del Puente de Ademuz (o Puente de las Glorias Valencianas), que enlaza con la Gran Vía Fernando El Católico. Discurría entre Campanar y Benicalap, y hoy este tramo se encuentra plenamente integrado en el núcleo urbano de la ciudad bajo las denominaciones de Avenida de Pío XII (entre el Puente de Ademuz y la avenida del General Avilés) y de Avenida de las Cortes Valencianas (entre la avenida del General Avilés y el Palacio de Congresos). Tuvo la denominación de   C-234  durante varios años hasta darle su actual nomenclatura de  CV-35 . Su recorrido era el mismo que el actual. 
En la segunda mitad del siglo XX el Área Metropolitana de Valencia sufrió un vertiginoso crecimiento demográfico y urbanístico, especialmente en localidades de las comarcas del Campo de Turia (Liria, Bétera, La Eliana, Puebla de Vallbona, etc) y de la Huerta de Valencia (Paterna, Burjasot, Godella y Rocafort). Esto provocó que la carretera se convirtiera en una de las principales vías de acceso a la capital y por tanto con mayor afluencia de vehículos, especialmente en horas puntas. Esto unido a la urbanización de la Avenida de las Cortes Valencianas como centro de negocios y congresos hizo necesaria unas obras de ampliación de la autovía. Hasta la década de 2000 contaba con una autovía con tres carriles para cada sentido (a veces más) en el tramo de la Huerta de Valencia, que luego quedaba reducida a dos carriles para cada sentido, hasta Liria donde se acababa la autovía. A partir de Liria el resto de su recorrido era una carretera convencional con un carril para cada sentido.
En febrero de 2006 se iniciaron las obras de ampliación y debieron detenerse en verano de 2007, lo que convirtió durante varios meses la autovía en una "carretera de obstáculos" muy peligrosa por la peligrosidad añadida del alto número de vehículos. Finalmente en verano de 2008 (tras dos años y medio de obras) tuvo lugar la inauguración de la reformada autovía con nuevo asfalto, nueva señalización, más carriles y mejores accesos.

## Trazado actual
Su recorrido se inicia dirección noroeste desde la ciudad de Valencia, concretamente desde el final de la Avenida de las Cortes Valencianas junto al Palacio de Congresos. 

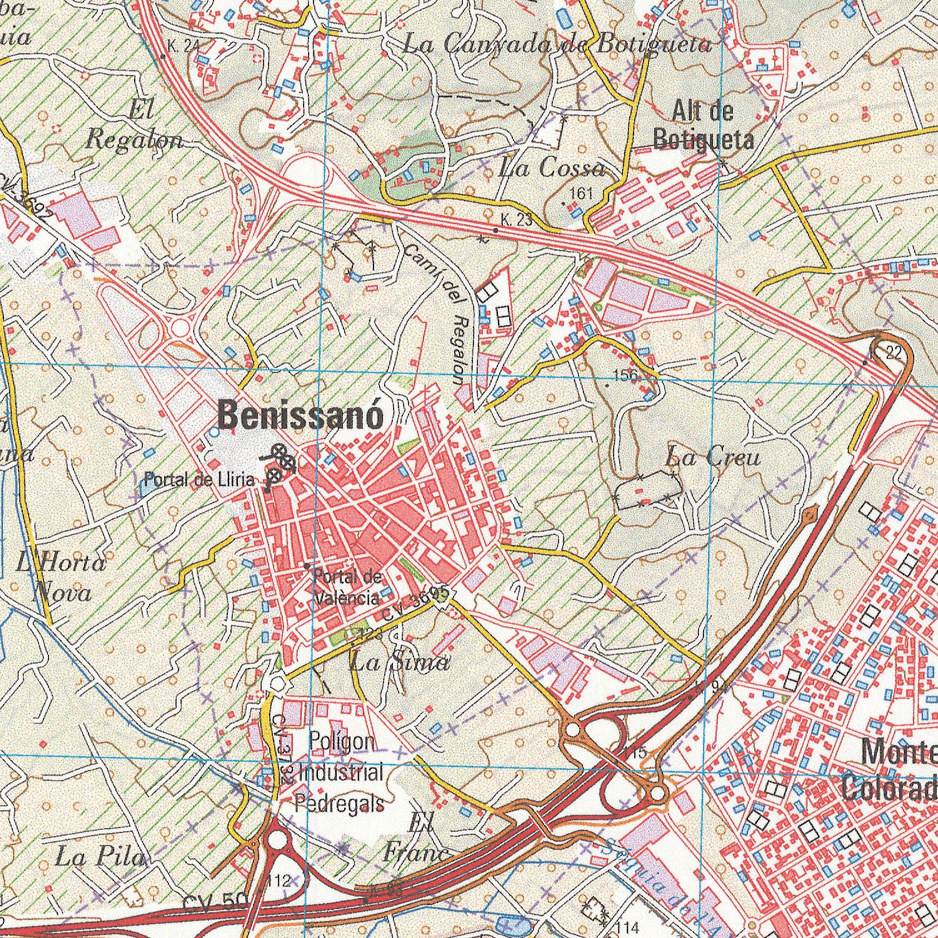
Mientras que la antigua carretera atravesaba los núcleos de las poblaciones, la autovía CV-35 los rodea. En el plano, el caso de Benisanó.

Discurre en este tramo por la comarca de la Huerta de Valencia bordeando el sudoeste del municipio de Burjasot, separándolo de la pedanía valenciana de Benimámet donde se encuentra Feria Valencia. En Burjasot dispone de accesos al Campus de Burjasot de la Universidad de Valencia y a las instalaciones de la sede de À Punt Mèdia, la radiotelevión pública valenciana. A continuación atraviesa el noreste del término municipal de Paterna, donde enlaza con la CV-365 y la CV-31 hacia Godella y Rocafort. Pasa frente al centro de ocio "Heron City" que contiene salas de cine del grupo Kinépolis. A la altura del Parque Tecnológico de Paterna enlaza con la autovía A-7 en su tramo conocido como By-pass de Valencia al hacer de circunvalación occidental de la ciudad de Valencia. En este punto tiene también acceso a la Ciudad Deportiva de Paterna del Valencia CF.
A partir de aquí entra en la comarca del Campo de Turia, en concreto entre los términos municipales de San Antonio de Benagéber y de Bétera, a continuación bordea el norte de La Eliana y atraviesa la Puebla de Vallbona y Benisanó antes de llegar a la capital de la comarca: Liria. A esta altura enlaza con la carretera autonómica CV-50, que será en el futuro reconvertida en autovía y enlazará con la A-3 tras pasar por Benaguacil, Villamarchante y Cheste. Tras rodear Liria por el noreste y superar el enlace con la CV-25 hacia Marines y Olocau, pasa junto al nuevo "Hospital de Liria" y los polígonos de la zona industrial y aeródromo de Carrases. Domeño es el último pueblo que bordea antes de llegar a Casinos, donde llega en autovía desde 2008 por el sur de la población y pasando a convertirse en carretera comarcal, pero siendo una vía rápida hasta Losa del Obispo.
Tras superar Casinos entra en las localidades de la comarca de Los Serranos (o La Serranía), concretamente Villar del Arzobispo y Losa del Obispo, dejando al sur el Embalse de Loriguilla del río Turia. Prosigue hacia el interior de la comarca atravesando las siguientes poblaciones: Calles, Chelva (capital tradicional de la comarca), Tuéjar, Titaguas y Aras de los Olmos.
Así llega a la provincia de Cuenca, en concreto a la población de Santa Cruz de Moya, donde llega reconvertida en la carretera comarcal CM-9221 y finaliza su recorrido enlazando con la carretera N-330a (paralela a la N-330). 
Ya como N-330a entra de nuevo en tierras valencianas, a la comarca del Rincón de Ademuz pasando por sus poblaciones de Casas Bajas, Casas Altas, Ademuz y  Los Santos (Castielfabib), donde enlaza con la carretera N-420 y prosigue como N-330 hacia la provincia de Teruel.

## Carriles
1) Desde la Avinguda de les Corts Valencianes y la CV-30 en Valencia hasta la salida de Liria oeste, Pedralba y Alcublas cuenta con tres carriles por sentido, a veces cuatro o cinco, especialmente en el tramo próximo a Valencia y en el enlace con la A-7.
2) Desde la salida de Liria oeste, Pedralba y Alcublas hasta la población de Losa del Obispo, cuenta con dos carriles por sentido. En este tramo se encuentran el nuevo Hospital de Liria y su polígono industrial.
3) Desde la población de Losa del Obispo hasta el final de la vía cuenta con un carril por sentido. Este tramo es una carretera convencional que por el momento no ha sido mejorada (excepto por las variantes de Losa del Obispo y Calles), por lo que la velocidad límite suele estar por debajo de la genérica para este tipo de vías.

## Futuro de la CV-35
Actualmente está desdoblada hasta  Losa del Obispo, pero en un futuro se pretende seguir hasta Chelva, último municipio relevante del actual recorrido de la C-234. Se descarta, por razones orográficas, poder llegar hasta el Rincón de Ademuz.

## Salidas CV-35
| Velocidad | Esquema | Carriles | Salida | Sentido Ademuz (km. ascendente)                                               | Sentido Valencia (km. descendente)                                    | Carriles | Carretera                         | Notas |
| --------- | ------- | -------- | ------ | ----------------------------------------------------------------------------- | --------------------------------------------------------------------- | -------- | --------------------------------- | ----- |
|           |         |          |        | Comienzo de la Autovía del Turia                                              | Fin de la Autovía del Turia                                           |          | Avenida de las Cortes Valencianas |       |
|           |         |          | 1      | Burjasot Centro Comercial                                                     | Ronda Norte - Burjasot Madrid - Alicante - Puerto                     |          | CV-30                             |       |
|           |         |          | 3      | Burjasot                                                                      | Burjasot - Benimámet                                                  |          |                                   |       |
|           |         |          | 4      | Burjasot - Universidad (Campus de Burjasot) - TVV Paterna - Feria de Muestras | Burjasot Feria de Muestras                                            |          | CV-365                            |       |
|           |         |          | 5      | Godella Burjasot                                                              | Madrid - Alicante - Valencia sur - Puerto Paterna - Feria de Muestras |          | CV-31 CV-310                      |       |
|           |         |          | 6      | La Coma Valterna Campolivar Centro de Ocio                                    | La Coma Valterna Campolivar Centro de Ocio                            |          |                                   |       |
|           |         |          | 8      | La Andana Ciudad Deportiva del Valencia C. F. Centro de Ocio                  |                                                                       |          |                                   |       |
|           |         |          | 9AB/11 | Alicante - Castellón Mas Camarena - Parque Tecnológico                        | Alicante - Castellón Mas Camarena - Parque Tecnológico Centro de Ocio |          |                                   |       |
|           |         |          | 12     | La Cañada Urbanizaciones Centro de Rehabilitación                             | La Cañada Urbanizaciones Centro de Rehabilitación                     |          | CV-368                            |       |
|           |         |          | 14     | Bétera San Antonio de Benagéber Ribarroja del Turia                           | Bétera San Antonio de Benagéber Ribarroja del Turia                   |          | CV-336                            |       |
|           |         |          | 16     | La Eliana                                                                     | La Eliana                                                             |          |                                   |       |
|           |         |          | 17A    | Puebla de Vallbona este Urbanizaciones Pol. Industrial                        |                                                                       |          |                                   |       |
|           |         |          | 17B    | Puebla de Vallbona centro                                                     | Puebla de Vallbona centro                                             |          |                                   |       |
|           |         |          | 21     | Puebla de Vallbona oeste Benaguacil Benisanó Madrid                           | Puebla de Vallbona oeste Benaguacil Benisanó Madrid                   |          | CV-50                             |       |
|           |         |          | 23     | Liria este - Benisanó                                                         | Liria este - Benisanó                                                 |          |                                   |       |
|           |         |          | 25AB   | Liria norte Marines - Olocau                                                  | Liria norte Marines - Olocau                                          |          | CV-25                             |       |
|           |         |          | 27AB   | Liria oeste Pedralba Alcublas                                                 | Liria oeste Pedralba Alcublas                                         |          | CV-376 CV-339                     |       |
|           |         |          | 29     | Hospital Zona Industrial                                                      | Hospital Zona Industrial                                              |          |                                   |       |
|           |         |          | 30     | Zona Industrial                                                               | Zona Industrial                                                       |          |                                   |       |
|           |         |          | 33     | Domeño Urbanizaciones                                                         | Domeño Urbanizaciones                                                 |          |                                   |       |
|           |         |          | 37     | Casinos este                                                                  | Casinos este                                                          |          |                                   |       |
|           |         |          | 39     | Casinos oeste Pedralba                                                        | Casinos oeste Pedralba                                                |          | CV-380                            |       |
|           |         |          | 48     | Villar del Arzobispo Chulilla Bugarra                                         | Villar del Arzobispo Chulilla Bugarra                                 |          | CV-395 CV-396                     |       |
|           |         |          | 51     | Villar del Arzobispo Vanacloig Chulilla                                       | Villar del Arzobispo Vanacloig Chulilla                               |          | CV-347                            |       |
|           |         |          |        | Fin de la Autovía del Turia                                                   | Inicio de la Autovía del Turia                                        |          |                                   |       |